# Proboscidotylus nigrosquamis
Proboscidotylus nigrosquamis är en insektsart som först beskrevs av Maldonado 1969.  Proboscidotylus nigrosquamis ingår i släktet Proboscidotylus och familjen ängsskinnbaggar. Inga underarter finns listade i Catalogue of Life.